# Christian Henry
Christian Henry, även Chris Henry, är en australisk speedwayförare född 1981. Hittills har Henry varit verksam i sitt hemland och i Storbritannien där han kör för klubben Newcastle Diamonds.
2007 skrev Henry på ett ettårskontrakt med speedwayklubben Valsarna från Hagfors. Henrys snitt landar på 9,33.